# 伊佐郡 (常陸国)
伊佐郡（いさのこおり・いさぐん）は、かつて常陸国（現在の茨城県）に存在した郡。常陸国の西部にあって下野国、下総国と境界を接していた新治郡が、細分化した結果成立した。ここでいう古代の新治郡は、2006年（平成18年）まで存続していた茨城県新治郡（にいはりぐん）とは呼称こそ同じであるが、その領域の異なる別のもの。

## 成立過程
7世紀末～8世紀初頭に成立した常陸国の郡や郷は、律令制の動揺とともに在地の豪族など諸勢力による細分化、再編成が進んだ。新治郡からはまず、小栗御厨が伊勢神宮領として分出。残った領域が東郡、中郡、西郡の三郡に分かれ、このうち西郡が更に北条、南条に二分された。この西郡北条が伊佐郡、南条が関郡である。

## 伊佐氏と伊佐城
伊佐郡を名字の地としていた一族に伊佐氏がある。1189年（文治5年）の源頼朝による奥州合戦では、常陸入道念西の長子伊佐為宗（常陸冠者為宗）が信夫佐藤庄司（佐藤基治）を討ち取る戦功をあげ、奥州伊達郡を拝領した。為宗は本領の伊佐郡にとどまったが、念西と一族の者が伊達郡へと下り、後の仙台藩伊達氏の始祖となった。鎌倉幕府の公式記録ともいえる『吾妻鏡』では、1240年（仁治元年）の伊佐右衛門慰以降、伊佐氏に関する記述は見られない。しかし南北朝時代に常陸国が戦場となると、伊佐氏は伊佐城を拠点に、同族の伊達行宗（伊達行朝）とともに南朝方として戦っている。伊佐城は、1343年（興国4年・康永2年）に落城。伊佐氏は没落し、伊達氏も常陸における拠点を失う。